# Ângelo Ademir Mezzari
Ângelo Ademir Mezzari, R.C.J. (Forquilhinha, 2 de abril de 1957) é um prelado brasileiro da Igreja Católica, desde 2024 é o atual arcebispo da Arquidiocese de Vitória do Espírito Santo.

## Biografia
Nascido em 2 de abril de 1957, na localidade de Sanga do Engenho, à época município de Nova Veneza, atualmente Forquilhinha, Santa Catarina, é filho de Antonio Mezzari (já falecido) e Maria Etelvina Ronchi Mezzari, sendo o mais velho de 7 irmãos.
Ingressou em fevereiro de 1969, ainda não completados 12 anos, no Seminário Rogacionista Pio XII, em Criciúma (SC), onde fez o ensino fundamental e médio.  
Já no estado de São Paulo, fez noviciado canônico em Bauru (SP), no ano de 1980, e a primeira profissão religiosa no dia 31 de janeiro de 1981. Professou os votos perpétuos na Congregação dos Rogacionistas do Coração de Jesus, em janeiro de 1984, em Criciúma (SC). Estudou Filosofia na Faculdade Nossa Senhora Medianeira, em São Paulo (SP), e Teologia no Instituto Teológico Pio XI, também na capital paulista. Foi ordenado sacerdote no dia 22 de dezembro de 1984, em Forquilhinha, sua terra natal. Tem 39 anos de vida religiosa e 35 de sacerdócio.
Após a ordenação, completou seus estudos fazendo o curso de Comunicação Social/Jornalismo na Universidade Federal do Paraná (1986-1989), e em São Paulo, no ano de 2003, completou o Mestrado em Teologia Dogmática, na Pontifícia Faculdade Assunção, da arquidiocese de São Paulo, com uma tese intitulada: “Revelação e Comunicação – a questão da transmissão da revelação”.
Na Congregação Rogacionista foi formador, atuou no campo da pastoral vocacional, da assistência social, da educação e comunicação, tendo sido diretor e redator da Revista Rogate e diretor presidente do Instituto de Pastoral Vocacional (IPV). Foi conselheiro da Província Rogacionista São Lucas (Brasil, Argentina e Paraguai) por três mandatos (1989-1988), superior provincial por oito anos (dois mandatos, de 2002 a 2010) e superior geral, por seis anos, de 2010 a 2016, em Roma.
Também atuou na Igreja no Brasil, no âmbito da pastoral vocacional, em particular junto à Comissão Episcopal Pastoral para os Ministérios Ordenados e Vida Consagrada da CNBB. Entre 1990 e 2010, foi colaborador e membro do Grupo de Assessoria Vocacional e contribuiu na realização dos Congressos Vocacionais do Brasil.
Desde outubro de 2016 até sua nomeação, era superior da Comunidade Religiosa Rogacionista em Bauru (SP) e pároco da paróquia Nossa Senhora das Graças. Na diocese, foi membro do Colégio de Consultores (2016-2018) e, desde 2018, faz parte do Conselho de Presbíteros.

## Episcopado

### Arquidiocese de São Paulo
Foi nomeado pelo Papa Francisco como bispo titular de Fiorentino, e auxiliar da Arquidiocese de São Paulo. Sua ordenação episcopal deu-se em 19 de Setembro de 2020, no Santuário do Sagrado Coração Misericordioso de Jesus, em Santa Catarina, pelas mãos do Cardeal Odilo Scherer, Arcebispo de São Paulo e co-ordenantes, Jacinto Inácio Flach, Bispo de Criciúma e Rubens Sevilha, Bispo de Bauru.
No dia 26 de abril de 2023, durante a 60° Assembleia Geral da Conferência Nacional dos Bispos do Brasil, foi eleito como Presidente da Comissão Episcopal para os Ministérios Ordenados e a Vida Consagrada, para o período de 2023-2027.

### Arquidiocese de Vitória do Espírito Santo.
Em 30 de dezembro de 2024, foi elevado pelo Papa Francisco, a arcebispo metropolitano de Vitória do Espírito Santo, sucedendo a Dom Frei Dario Campos, OFM.
No dia 22 de fevereiro de 2025, tomou posse como Arcebispo Metropolitano de Vitória, em cerimônia solene realizada na Catedral Metropolitana da capital capixaba. A celebração contou com a presença de 17 bispos, sacerdotes, religiosos, representantes de movimentos e pastorais da arquidiocese, além de um grande número de fiéis vindos de diversas paróquias.

Em sua homilia de posse, Dom Ângelo agradeceu pela calorosa acolhida do povo capixaba e reafirmou seu compromisso com a missão evangelizadora da Igreja: “Chego com o coração aberto para servir e caminhar junto com o povo capixaba, buscando sempre a construção de uma Igreja viva e atuante.”